# Medea (melodram)
Medea je melodram českého skladatele Jiřího Antonína Bendy, který vznikl roku 1775 na text Friedricha Wilhelma Gottera, Bendova dvorního libretisty. Spolu s druhým Bendovým melodramem Ariadnu na Naxu má toto dílo své pevné místo ve vývoji tohoto hudebnědramatického žánru.
V českých zemích Medeu uvedla divadelní společnost Karla Wahra, doloženě ve své první sezóně v divadle v Kotcích v dubnu 1779. Již roku 1787 vydal český překlad díla Karel Ignác Thám, přímé doklady o jeho soudobém uvedení v češtině však nejsou. U příležitosti 100 let od premiéry uvedlo Bendovu Medeu v češtině pražské Prozatímní divadlo.

## Stručný děj
Medea vypráví příběh známé řecké báje o žárlivé Iásónově manželce Médeie, která kvůli jeho nevěře zabila nejen jeho milenku a jejího otce, ale též své a Iásónovy děti. 

## Uvádění díla v současnosti
Tak jako i jiná Bendova díla bývá i tento melodram uváděn jen velmi zřídka. V prosinci 2002 jej uvedlo scénicky Východočeské divadlo v doprovodu Komorní filharmonie Pardubice pod vedením šéfdirigenta Leoše Svárovského v režii Michaela Taranta. U příležitosti třísetletého výročí narození skladatele jej v únoru 2022 v rámci svých abonentních koncertů  uvedla Česká filharmonie. V hlavní roli Medey vystoupila Zuzana Stivínová. Na poloscénickém provedení se podílela režisérka Alice Nellis.